# New Frameworks of Rationality
New Frameworks of Rationality (SPP1516) ist der Name eines Schwerpunktprogramms (SPP), das von der Deutschen Forschungsgemeinschaft (DFG) seit 2011 finanziert wird, um die Rationalitätsforschung in Deutschland und darüber hinaus zu bündeln und überregional und interdisziplinär zu vernetzen. Zurzeit besteht das Programm aus 14 Forschungsprojekten der Psychologie, Philosophie und Informatik. Geleitet wird das Programm von Markus Knauff an der Justus-Liebig-Universität Gießen.